# 静凛
静 凛（しずか りん）は、ANYCOLOR株式会社が運営するにじさんじに所属するバーチャルライバー、バーチャルアイドル。あだ名は「しずりん、凛先輩」。キャラクターデザインは竹花ノート。主な活動場所はYouTube。

## 概要
2021年のアニメ『100万の命の上に俺は立っている』では、13話で本人役として出演した。
漫画『起立！ 気をつけ！ にじさんじ学園！』では、月ノ美兎と樋口楓とともにメインキャラクターとして参加する。

## 来歴
2018年1月、「にじさんじ」公式バーチャルライバーオーディションより選出され、1月31日にTwitterで初ツイート、「にじさんじ1期生」の一員として活動を開始した。2月3日にはTwitter上で初音声が公開され、2月8日にはMirrativにて初配信を行った。YouTubeでの初動画は同年2月24日。
2021年9月11日、Zepp Nagoyaにてソロイベント「Rin Shizuka Solo Event "Recollection"」を開催。

## 人物
性格が穏やかな17歳の高校3年生。しっかり者であり、後輩を優しく指導するため、先輩ポジションやお姉さんポジションになっている。現在の髪型はショートヘアであるが、中学時代はバスケ部に所属しており、髪型はロングヘアであったが、邪魔であるためポニーテールにしていることが多かった。
配信スタイルは生放送がメイン。いちからが製作したiPhone X用配信アプリ「にじさんじ」による2Dアバターを使用しているが、外部プラットフォームおよびイベントなどでは3Dアバターも使用する。
好きな食べ物は、ハンバーグ、アボカド、マンゴー、里芋。
好きな小説のジャンルはミステリー小説。

## 交友関係
同じにじさんじ1期生出身である月ノ美兎、樋口楓とは特に仲が良く、3人とも別の高校ではあるが、女子高生という共通点もあるため「JK組」というユニットを組んでいる。また、JK組とは配信外でも私的に交流する仲である。静凛と樋口楓のコラボは「かえりん」として行うなど、2人同士でのコラボもある。
また、2期生出身の森中花咲からは「ししょー」として慕われており、自身も森中のことを「愛弟子」と呼ぶ仲である。
同じく一期生出身の渋谷ハジメとゲーマーズ出身の叶とは「深夜三傑RKS」というユニットを組んでおり、ゲーム実況などを配信している。

## 深夜の声劇
2018年4月14日より不定期で放送している大型企画。Pixivなどにアップロードされている声劇用脚本を用いており、生放送で実施。にじさんじに所属するライバーのうち、当日都合の付くメンバーで行われる。第3弾以降の声劇は主に「深夜の声劇」用にファンが書き下ろした台本を使用している。
|    | 配信日        | タイトル                   | 出演ライバー | 台本 |
| -- | ------------- | -------------------------- | --- | --- |
| #1 | 2018年4月14日 | にじさんじ「深夜の声劇」   | 1期生 - 渋谷ハジメ - 鈴谷アキ - 樋口楓 - 静凛 2期生 - 剣持刀也 - 伏見ガク - ギルザレンⅢ世 - 夕陽リリ - 森中花咲 - 宇志海いちご - 家長むぎ                                                  | - 毒舌赤ずきん - ファーストホストクラブ - ぶっちゃけ戦隊暴露レンジャー(爆) - 第2次ブラザー大戦 - ピッピとつきのいし(カット済)                                                        |
| #2 | 4月21日       | にじさんじ「深夜の声劇」   | 1期生 - 渋谷ハジメ - モイラ - 樋口楓 - 静凛 2期生 - 剣持刀也 - 伏見ガク - 宇志海いちご - 夕陽リリ - 森中花咲                                                                               | - 人の怒らせ方講座-通話編- - Boots on the ground -帝国撤退戦- - The stone of the hope 第3話 - 腿太郎 - 兄愛 - コガラシの恋空 - 刑事×２物語-薬を買いに銀行強盗事件-                   |
| #3 | 2019年3月10日 | にじさんじ「#深夜の声劇③」 | 1期生出身 - 静凛 ゲーマーズ出身 - 闇夜乃モルル SEEDs1期生出身 - 出雲霞 - 鈴木勝 SEEDs2期生出身 - 飛鳥ひな - 遠北千南 - 鷹宮リオン(途中参加) - ベルモンド・バンデラス 統合後以降 - 童田明治 | - 日本超昔話シリーズ-MOMOTARO- - グリム同窓会 - 絶海の孤島と殺人事件（解決編） - 人情捜査官～旅は道連れ世は情け                                                                      |
| #4 | 3月24日       | にじさんじ「#深夜の声劇④」 | 1期生出身 - 静凛 SEEDs1期生出身 - シスター・クレア - 轟京子 - ドーラ SEEDs2期生出身 - 成瀬鳴(VOIZ出身) - 舞元啓介 - 矢車りね 2019年デビュー - 郡道美玲                                     | - 僕らは定時に嫌われている。 - ドーラ衞門 - 喫茶店メイプルムーンの一日 真部とストーカーと店長と - 漫才｢コンビニ強盗｣ - ファイアードレイク傷害事件 - - One Nyan Wars - 犬猫派閥戦争   |
| #5 | 4月21日       | にじさんじ「#深夜の声劇⑤」 | 1期生出身 - える - 静凛 - 渋谷ハジメ - 樋口楓 2期生出身 - 家長むぎ - 宇志海いちご - 剣持刀也 - 伏見ガク - 文野環 - 森中花咲 - 夕陽リリ                                                     | - コンビニ2434ストア - える捨て山 - 修学旅行の夜 - バーチャル戦隊にじさんレンジャー - 魔王城 - にじさんじ学園 - ラーメン王グランプリ決戦 - にじさんじ学園 - ラーメン王グランプリ決戦 |

## 出演
太字はレギュラー出演

### テレビ出演
- 年またぎにじさんじ！ 2020-2021 〜島﨑信長とレバガチャダイパン！？SP〜（2020年12月31日-2021年1月1日、TOKYO MX1[22]） - ナレーション

### テレビアニメ
- バーチャルさんはみている（2019年2月14日・2月21日・3月28日 、TOKYO MX）
- 100万の命の上に俺は立っている（2021年7月10日、TOKYO MXほか） ‐ 本人役として出演[23][24]

### インターネットテレビ
- にじさんじのくじじゅうじ（2018年10月17日 - 3月27日、AbemaTV ウルトラゲームス）

### インターネットラジオ
- だいたいにじさんじのらじお（2019年10月27日, 11月3日 - 11月24日、超!A&G+）- 11月パーソナリティ[注釈 1]
- 爆誕！いい部屋ネット にじさんじ店（2020年12月29日 - AuDee） - メインMC、共演シェリン・バーガンディ[25]

### ゲーム
- ブラック・サージナイト（2021年、本人役[26]）

### イベント
- VtuberLand! にじさんじDays（2018年9月24日 - 9月30日、よみうりランド）
  - アトラクションコラボ
    - 大観覧車 - 樋口楓、える、鈴谷アキ、家長むぎとコラボ
    - SHATEKI

  - 特別ホールイベント（日テレらんらんホール）
    - 開園オープニングパーティ（9月17日）- 月ノ美兎、樋口楓と共演
    - 特別ホールイベント～人気バーチャルライバー達とディープに交流しよう～（9月24日）- 月ノ美兎、樋口楓、えると共演
- ニコニコ超会議2019（2019年4月27日・4月28日、幕張メッセ）
  - バーチャルさんがいっぱい スペシャルバーチャライブ DAY1・DAY2[27] - 月ノ美兎、樋口楓、剣持刀也と共演
- ニコニコ町会議全国ツアー2019（2019年7月13日-）
  - 愛知県名古屋市 名古屋サブカル夏祭り[28]（9月6日・9月7日、名古屋城）- 渋谷ハジメ、童田明治と共演
- だいたいにじさんじのラジオ 公開だいさんじ Vol.1[29][30]（2020年1月18日、文化放送メディアプラスホール）- 夢追翔と共演
- にじさんじ JAPAN TOUR 2020 Shout in the Rainbow! 難波 追加公演（2020年4月5日、難波 Zepp Namba 無観客）
- VTuber Fes Japan @ニコニコネット超会議2020（2020年4月18日 ニコニコ生放送）
- VTuber Fes Japan 2021 DAY1（2021年1月30日 川口総合文化センター・リリア）[31]
- Rin Shizuka Solo Event "Recollection"（2021年9月11日 Zepp Nagoya）[10]

## ディスコグラフィ

### 参加作品
| 発売日         | 商品名                   | 歌 | 楽曲                   | 備考                                   |
| -------------- | ------------------------ | --- | ---------------------- | -------------------------------------- |
| 2019年8月20日  | Virtual to LIVE          | 月ノ美兎、静凛、樋口楓、える、剣持刀也、森中花咲、シスター・クレア、緑仙、ドーラ、本間ひまわり、鷹宮リオン、ジョー・力一 | 「Virtual to LIVE」    | 『にじさんじ』1周年記念楽曲            |
| 2019年11月27日 | にじさんじMusic MIX UP!! | にじさんじJK組（月ノ美兎、静凛、樋口楓）                                                                                 | 「Dive with me!!!」    | 『にじさんじ』×DMM Musicコラボ楽曲     |
| 2020年3月18日  | SMASH The PAINT!!        | 静凛 | 「Aimless Story」      | 『にじさんじ』オリジナルフルアルバム   |
| 2021年11月3日  | 1 ∞ color                | 月ノ美兎、樋口楓、静凛、える、勇気ちひろ、鈴谷アキ、モイラ、渋谷ハジメ                                                   | 「1 ∞ color」          | 1期生8人によるカバーソングミニアルバム |
| 2021年11月3日  | 1 ∞ color                | 静凛、勇気ちひろ | 「Over Soul（cover）」 | 1期生8人によるカバーソングミニアルバム |

### オリジナルソング
| 投稿日        | タイトル       | 歌                                     | 楽曲製作者                         | 備考                               |
| ------------- | -------------- | -------------------------------------- | ---------------------------------- | ---------------------------------- |
| 2018年9月17日 | Dress me up!!  | 樋口楓、静凛                           | 作詞：のーむー 作曲/編曲：こーしー | 樋口と静の3Dモデル製作記念で投稿。 |
| 2018年9月30日 | dream triangle | にじさんじJK組(月ノ美兎、樋口楓、静凛) | clocknote.                         | 同年9月30日のREALITYにて初披露。   |
| 2018年9月30日 | dream triangle | にじさんじJK組(月ノ美兎、樋口楓、静凛) | Full ver.の投稿は2019年2月15日。   |                                    |

### カバー楽曲
インターネット上で公開されているカバー楽曲。
|    | 公開日        | タイトル                 | 歌 | 原曲製作/歌唱者                            | 備考                                        |
| -- | ------------- | ------------------------ | --- | ------------------------------------------ | ------------------------------------------- |
| 1. | 2018年5月10日 | モザイクロール           | 静凛 | DECO*27                                    | 限定公開                                    |
| 2. | 7月5日        | Mr.Music                 | 月ノ美兎、樋口楓、静凛、える、鈴谷アキ、モイラ、勇気ちひろ、渋谷ハジメ                                                                                         | れるりり、ロンチーノ=ペペ、かごめP         | にじさんじ1期生全員での歌唱。               |
| 3. | 2019年6月17日 | 偶然天使                 | 月ノ美兎、樋口楓、静凛、える、勇気ちひろ | 極上生徒会執行部                           | テレビアニメ「極上生徒会」ED                |
| 4. | 12月22日      | 紅白応援V                | 静凛、勇気ちひろ、樋口楓、森中花咲、笹木咲、魔界ノりりむ、シスター・クレア、鷹宮リオン、童田明治、御伽原江良、アンジュ・カトリーナ、リゼ・ヘルエスタ、鈴原るる | 作詞・作曲：BNSI(佐藤貴文) 編曲：BNSI(kyo) |                                             |
| 5. | 2020年2月9日  | 僕たちはひとつの光       | 月ノ美兎、樋口楓、静凛、える、鈴谷アキ、モイラ、勇気ちひろ、渋谷ハジメ                                                                                         | μ's                                        | 1期生出身2周年記念１ 「ラブライブ！」関連曲 |
| 6. | 6月6日        | サイレントマジョリティー | 月ノ美兎、樋口楓、静凛、夕陽リリ、赤羽葉子、本間ひまわり、鈴原るる                                                                                             | 欅坂46                                     |                                             |
| 7. | 8月27日       | ボッカデラベリタ         | 静凛 | 柊キライ                                   | 年齢制限あり                                |
| 8. | 9月25日       | 輪!Moon!dass!cry!        | にじさんじJK組（月ノ美兎、樋口楓、静凛） | 山崎真吾                                   | テレビアニメ「女子高生の無駄づかい」OP      |